# Hiccila
Hiccila va ser un religiós del regne visigot que va ser bisbe de Salamanca entre ca. 632 i ca. 640.
Es desconeix si entre el seu predecessor Teverist i ell hi va haver altres prelats que exercissin com a bisbes, doncs hi ha un lapse de 22 anys entre el pontificat de tots dos. D'origen got segons denota el seu nom, va ser bisbe durant els regnats de dels reis Sisenand i Khíntila. Destaca perquè va assistir personalment al IV Concili de Toledo (633), presidit per Isidor de Sevilla, com un dels bisbes menys antics, això significa que havia estat consagrat poc abans, segons Flórez vers el 632, i darrere seu a la llista de bisbes que subscriuen només hi ha els bisbes de Lugo i Osma, i al VI Concili de Toledo (638) amb una antiguitat superior a l'anterior, on va subscriure les actes com el número 28, abans d'uns altres 19 bisbes. Això va descartar l'antiga creença d'un bisbe intermedi anomenat Iàcila o Iòvila, de fet una forma errònia d'anomenar a Hiccila que va causar que alguns autors esmentessin dos bisbes en lloc d'un durant el breu període en què va pontificar.